# Mon oncle d'Hollywood
Pour plus de détails, voir Fiche technique et Distribution.
Mon oncle d'Hollywood (Keep Smiling) est un film américain en noir et blanc réalisé par Herbert I. Leeds, sorti en 1938.

## Synopsis
La jeune Jane rêve de devenir une vedette de cinéma. Un jour, elle décide courageusement de se rendre à Hollywood pour voir si son oncle, qui est réalisateur de cinéma, pourrait l'aider à lancer sa carrière. Malheureusement, elle découvre que son « célèbre » parent a eu de mauvaises passes et qu'il se console à présent avec de grandes quantités d'alcool. Sans hésiter, la jeune fille, pleine de vivacité, décide de faire d'une pierre deux coups : relancer la carrière en perte de vitesse de son oncle en lui faisant tourner un film dans lequel elle-même aura le rôle principal, et rapprocher son oncle de sa jolie secrétaire.

## Fiche technique
- Titre : Mon oncle d'Hollywood
- Titre original : Keep Smiling[1]
- Réalisation : Herbert I. Leeds
- Scénario : Frank Fenton, Frances Hyland, Albert Ray, Lynn Root
- Photographie : Edward Cronjager
- Direction artistique : Bernard Herzbrun, Albert Hogsett
- Producteur : John Stone, Sol M. Wurtzel
- Costumes : Herschel McCoy
- Société de production et de distribution : Twentieth Century Fox
- Pays de production :  États-Unis
- Langue originale : anglais américain
- Format : noir et blanc — 35 mm — 1,37:1 — son : mono (Western Electric Mirrophonic Recording)
- Genre : comédie
- Durée : 75 minutes
- Dates de sortie : 
  - États-Unis : 12 août 1938
  - France : 10 novembre 1939

## Distribution
- Jane Withers : Jane Rand
- Henry Wilcoxon : Jonathan Rand, l'oncle de Jane
- Gloria Stuart : Carol Walters, sa secrétaire
- Helen Westley : Mme Willoughby
- Jed Prouty : Jerome Lawson
- Douglas Fowley : Cedric Hunt
- Robert Allen : Stanley Harper
- Pedro de Cordoba : J. Howard Travers
- Claudia Coleman : Mme Bowman
- Paula Raymond : Bettina Bowman (créditée Paula Rae Wright)
- Etta McDaniel : Violet
- Carmencita Johnson : Brutus
- Mary McCarty : Froggy